# Felipe Juaristi
Felipe Juaristi   (Azkoitia, 12 de juny de 1957) Felipe Juaristi Galdós, és un escriptor i poeta basc en èuscar.Ha guanyat diversos premis literaris entre els que es compte el Premi Euskadi de Literatura, diversos Premis de la Crítica i en quatre ocasions ha guanyat el Premi de la Crítica de poesia basca per les seves obres: Denbora, nostalgia (1985), Hiriaren melankilia (1987), Begi-izaiak (2004) i Piztutako etxea (2014).

## Biografia
Llicenciat en Ciències de la Informació per la Universitat Complutense de Madrid, ha estat professor en la Universitat del País Basc  i treballa com a crític literari en nombrosos mitjans de comunicació. També ha estat director d'Euskadi Irratia. Ha treballat en ETB i en la Universitat del País Basc, concretament a l'escola de Magisteri. Cofundador de les revistes literàries Gazeta i Porrot i editor de les editorials Baroja i Bermingham, sobretot, ha desenvolupat la seva labor entorn de la literatura en basca.
És conegut sobretot pel seu treball en el camp de la poesia, pel qual ha rebut el Premi Lizardi en 1992, El Premi Euskadi de Literatura en dues ocasions i el Premi de la Crítica de poesia en basca en quatre. Aquest últim premi li va ser atorgat pels poemaris Denbora, nostàlgia (1985), Hiriaren melankolia (1987), Begi-ikarak (2004) i Piztutako etxea (2014). En la dècada dels 90 ha publicat principalment obres dirigides a nens i joves, i en aquest camp també ha destacat com a traductor.

## Obres

### Narrativa
- Bordelera (1996, Erein)
- Inazio Muniberen abenturak (2001, Olerti Etxea)

### Novel·la
- Intzensua lurrean bezala (1988, Baroja)
- Arinago duk haizea, Absalon (1990, Erein)
- Airezko emakumeak (2003, Erein)

### Poesia
- Denbora, nostalgia (1984, Baroja)
- Hiriaren melankolia (1986, Baroja)
- Laino artean zelatari (1993, Alberdania)
- Galderen geografia (1997, Alberdania), Premi Euskadi 1998
- XX. mendeko poesia kaierak - Felipe Juaristi (2001, Susa): Koldo Izagirreren edizioa
- Begi-ikarak (2004, Erein)

### Literatura infantil i juvenil
- Tristuraren teoria (1993, Erein)
- Ilargi-lapurra (1994, Erein)
- Eguzkiren etxea (1998, Alberdania)
- Laura eta itxasoa (1998, Aizkorri)
- Animalien inauteria (1999, Erein), Premi Euskadi 2000
- Izar euria (2001, Elkar)
- Hiria eta haurrak (2001, Erein)
- Printzesen eskola (2001, Ibaizabal)
- Itzarri nahi ez zuen printzesa (2002, EEF - Alberdania)